# Sam Newbould
Sam Newbould (* 1990 in Bell Busk bei Coniston Cold, North Yorkshire) ist ein britischer Jazzmusiker (Altsaxophon, Klarinette, Komposition).

## Leben und Wirken
Newbould wuchs in ländlichen Norden Englands auf; zunächst interessierte er sich für Schlagzeug und Perkussion und trat im Alter von acht Jahren in seine örtliche Konzertband ein, bevor er in der Ermysted Grammar School zum Saxophon wechselte und die meisten Samstagvormittage im Skipton Music Centre beim Musikunterricht verbrachte. Nach Abschluss der Schule wollte er professioneller Musiker zu werden und zog auf den europäischen Kontinent, um am Conservatorium van Amsterdam zu studieren, wo er 2021 seinen Abschluss machte. Er trat seitdem beim North Sea Jazz Festival, Love Supreme Festival und in den Clubs Bimhuis und Vortex auf. 
Sein Debütalbum  Blencathra aus dem Jahr 2019 wurde von der Zeitschrift Windout als „musikalisches Mosaik aus futuristischen Ideen und Indie-Jazz-Harmonien“ gefeiert. Sein zweites Album Bogus Notus erschien 2021, gefolgt von Homing (2024), beide mit Bernard van Rossum. Newbould mache eher als Komponist und Arrangeur denn als Saxophonist Eindruck, meinte Chris May (All About Jazz). Dennoch besitze sein Altsaxophon-Spiel eine angenehm herbe Lyrik.
Newbould wurde 2019 mit dem Keep an Eye Records ausgezeichnet.

## Diskographische Hinweise
- Bogus Notus (ZenneZ records, 2021), u. a. mit Bernard van Rossum, Youngwoo Lee, Daniel Nagel, Guy Salamon
- Homing (2024), mit Bernard van Rossum, Xavi Torres, Jort Terwijn, Guy Salamon